# Loÿs Pétillot
Loÿs Pétillot (* 10. Oktober 1911; † 18. November 1983) war ein französischer Comiczeichner und Illustrator.
Zusammen mit dem Szenaristen René-Paul Groffe schuf Pétillot die Serie Bob et Bobette (nicht zu verwechseln mit der französischen Version von Suske und Wiske), die ab 1945 auch in Albumform erschien. Er verwendete bei dem Comic keine Sprechblasen, sondern ordnete die Texte unter den Bildern an. In Le Chemin de la Gloire, den Pétillot ab 1949 zeichnete, kamen zum ersten Mal Sprechblasen zum Einsatz. Weitere Comics, die er in den 1950er und 1960er Jahren zeichnete, waren unter anderem Feux sur la Sierra und Pascal et Michèle Montfort. Für die Zeitschrift Bayard schuf er in dieser Zeit auch diverse Zeichnungen zu religiösen Themen.
In den letzten Jahren seines Lebens war hauptsächlich als Illustrator tätig. Seine Illustrationen signierte er dabei ausschließlich mit seinem Vornamen.